# Шэнь Цзиньлун
Шэнь Цзиньлун (род. октябрь 1956) — китайский адмирал (31.07.2019). В 2017—2021 гг. главнокомандующий ВМС НОАК, прежде с 2014 г. командующий Южно-Китайским флотом НОАК.
Уроженец Шанхая.
С 1974 года в рядах ВМФ КНР.
В 2010—2011 гг. глава Даляньской морской академии.
Контр-адмирал (2010).
Вице-адмирал (2016).
В январе 2017 года, в возрасте 60 лет, будучи вице-адмиралом, сменил адмирала У Шэнли на посту руководителя флота КНР. Хотя длительное время перед тем считалось, что преемником У станет адмирал Sun Jianguo.
При Шэнь Цзиньлуне как главнокомандующем ВМС НОАК с 2017 года, в том же году спустили на воду второй по счёту китайский авианосец, а также был направлен военный контингент для развёртывания первой зарубежной военной базы Китая — в африканском государстве Джибути; прошли многонациональные военно-морские мероприятия по случаю празднования 70-летия образования Военно-морских сил НОАК (в 2019).